# Denissowo (Kaliningrad)
Denissowo (russisch Денисово, deutsch Duden (Ksp Kussen), 1938 bis 1945:Dudenwalde, litauisch Dūdai) ist ein verlassener Ort im Rajon Krasnosnamensk der russischen Oblast Kaliningrad.
Die Ortsstelle befindet sich vier Kilometer südwestlich von Dobrowolsk (Pillkallen/Schloßberg) und ist von dort über eine Nebenstraße zu erreichen.

## Geschichte

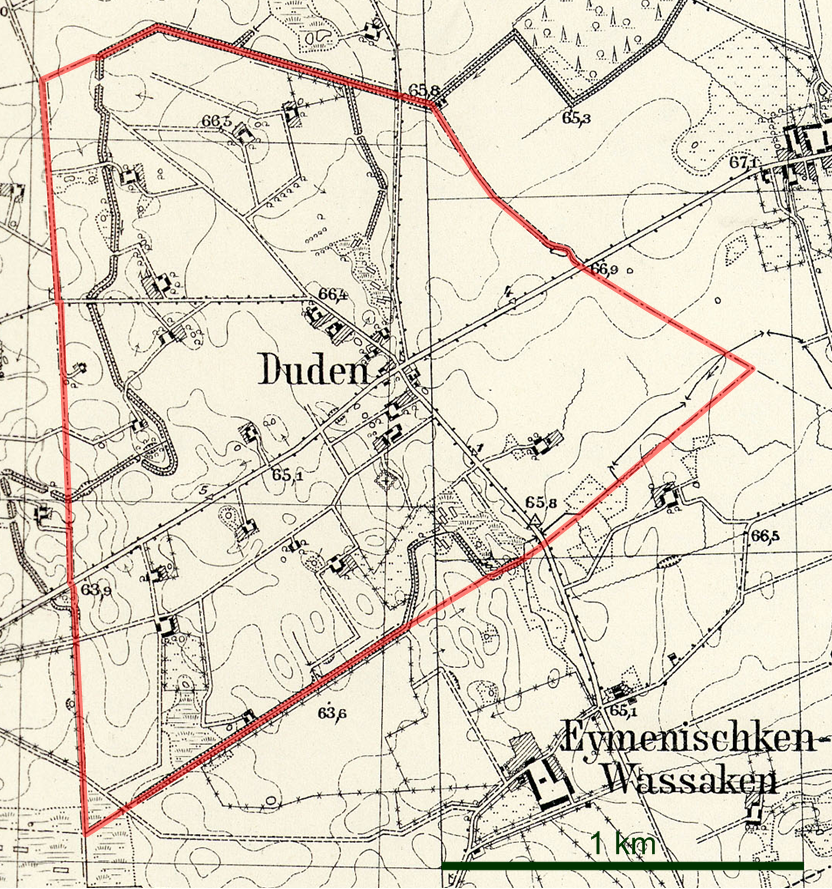
Die Landgemeinde Duden auf einem Messtischblatt von 1933

Duden wurde 1664 erstmals erwähnt. Um 1780 war der Ort ein königliches Bauerndorf. 1874 wurde die Landgemeinde Duden in den neu gebildeten Amtsbezirk Henskischken im Kreis Pillkallen eingegliedert. Zur Unterscheidung vom ebenfalls im Kreis Pillkallen befindlichen Duden, das sich im Kirchspiel Schillehnen befand, wurde diesem Ort der Zusatz Kirchspiel Kussen beigegeben. 1938 wurde Duden in Dudenwalde umbenannt. 
1945 kam der Ort in Folge des Zweiten Weltkrieges mit dem nördlichen Ostpreußen zur Sowjetunion. 1947 bekam er den russischen Namen Denissowo und wurde gleichzeitig dem Dorfsowjet Dobrowolski selski Sowet im Rajon Krasnosnamensk zugeordnet. Denissowo wurde vor 1988 aus dem Ortsregister gestrichen.

### Einwohnerentwicklung
| Jahr | Einwohner |
| ---- | --------- |
| 1867 | 114       |
| 1871 | 140       |
| 1885 | 128       |
| 1905 | 132       |
| 1910 | 118       |
| 1933 | 128       |
| 1939 | 119       |

## Kirche
Duden/Dudenwalde gehörte zum evangelischen Kirchspiel Kussen.